# Lapenty
Lapenty és un municipi francès situat al departament de la Manche i a la regió de Normandia. L'any 2007 tenia 445 habitants.

## Demografia

### Població
El 2007 la població de fet de Lapenty era de 445 persones. Hi havia 178 famílies de les quals 36 eren unipersonals (20 homes vivint sols i 16 dones vivint soles), 73 parelles sense fills, 53 parelles amb fills i 16 famílies monoparentals amb fills.
La població ha evolucionat segons el següent gràfic:
Habitants censats

### Habitatges
El 2007 hi havia 226 habitatges, 178 eren l'habitatge principal de la família, 16 eren segones residències i 31 estaven desocupats. 221 eren cases i 5 eren apartaments. Dels 178 habitatges principals, 131 estaven ocupats pels seus propietaris, 46 estaven llogats i ocupats pels llogaters i 2 estaven cedits a títol gratuït; 2 tenien una cambra, 14 en tenien dues, 29 en tenien tres, 59 en tenien quatre i 74 en tenien cinc o més. 152 habitatges disposaven pel capbaix d'una plaça de pàrquing. A 102 habitatges hi havia un automòbil i a 66 n'hi havia dos o més.

### Piràmide de població
La piràmide de població per edats i sexe el 2009 era:
| Homes | Edats   | Dones |
| ----- | ------- | ----- |
| 0     | 95 o +  | 0     |
| 0     | 90 a 94 | 8     |
| 4     | 85 a 89 | 20    |
| 0     | 80 a 84 | 8     |
| 4     | 75 a 79 | 12    |
| 12    | 70 a 74 | 0     |
| 20    | 65 a 69 | 12    |
| 16    | 60 a 64 | 36    |
| 0     | 55 a 59 | 4     |
| 12    | 50 a 54 | 4     |
| 20    | 45 a 49 | 16    |
| 8     | 40 a 44 | 16    |
| 16    | 35 a 39 | 12    |
| 20    | 30 a 34 | 16    |
| 4     | 25 a 29 | 0     |
| 4     | 20 a 24 | 12    |
| 4     | 15 a 19 | 24    |
| 28    | 10 a 14 | 8     |
| 24    | 5 a 9   | 12    |
| 12    | 0 a 4   | 8     |

## Economia
El 2007 la població en edat de treballar era de 260 persones, 197 eren actives i 63 eren inactives. De les 197 persones actives 185 estaven ocupades (101 homes i 84 dones) i 12 estaven aturades (5 homes i 7 dones). De les 63 persones inactives 23 estaven jubilades, 23 estaven estudiant i 17 estaven classificades com a «altres inactius».

### Ingressos
El 2009 a Lapenty hi havia 171 unitats fiscals que integraven 424 persones, la mediana anual d'ingressos fiscals per persona era de 14.369 €.

### Activitats econòmiques
Dels 6 establiments que hi havia el 2007, 1 era d'una empresa de construcció, 1 d'una empresa de transport, 2 d'empreses d'hostatgeria i restauració, 1 d'una empresa de serveis i 1 d'una empresa classificada com a «altres activitats de serveis».
L'any 2000 a Lapenty hi havia 66 explotacions agrícoles que ocupaven un total de 1.230 hectàrees.

## Equipaments sanitaris i escolars
El 2009 hi havia una escola elemental integrada dins d'un grup escolar amb les comunes properes formant una escola dispersa.

## Poblacions més properes
El següent diagrama mostra les poblacions més properes.